# Aaron Cook (Politiker)

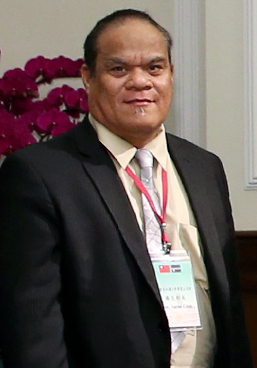
Aaron Cook (2016)

Aaron Cook ist ein Politiker aus Nauru. Er war von 2013 bis 2019 Mitglied des Nauruischen Parlaments.

## Leben
Cook wurde am 8. Juni 2013 erstmals zum Mitglied des Nauruischen Parlaments gewählt und vertrat dort den Wahlkreis Aiwo. Bei der Wahl vom 9. Juli 2016 wurde er wiedergewählt. Er war im Parlament Mitglied des Büchereiausschusses (Library Committee) und des Druckereiausschusses (Printing Committee).
Nach der Wahl von Baron Waqa zum Präsidenten Naurus am 11. Juni 2013 wurde er von diesem als Minister für Handel, Industrie und Umwelt (Minister for Commerce, Industry & Environment), Minister für die Phosphatgesellschaft (Minister for RONPHOS) sowie als Minister für die Rehabilitationsgesellschaft (Minister for Nauru Rehabilitation Corporation) in dessen Kabinett berufen. Nach einer Kabinettsumbildung nach den Wahlen am 9. Juli 2016 übernahm er die Posten als Minister für die Phosphatgesellschaft, Minister für die Rehabilitationsgesellschaft sowie als Minister für Dienstprogramme (Minister for Nauru Utilities Corporation).
Bei der Parlamentswahl 2019 erreichte Cook nur den dritthöchsten Wert bei der Stimmenauszählung in Aiwo und verpasste somit den erneuten Einzug ins Parlament.